# プロレタリアン・ラリアット
「プロレタリアン・ラリアット」は、怒髪天のスタジオ・アルバム。代表曲のGREAT NUMBERが初めて収録された作品である。シングルとしてリリースされているのは労働CALLINGと全人類肯定曲の2曲。全人類肯定曲はそれぞれアレンジが異なる。DVD付きの「白盤」とCDのみの「青盤」の2形態でのリリース。「白盤」のDVDには2008年10月16日に行われた下北沢SHELTERでのライブ映像がノーカットで収録されている。タイトルはプロレタリアートと、プロレスラーのスタンハンセンの必殺技ウエスタン・ラリアットを掛け合わせた造語である。

## 収録曲

### 白盤(DVD付限定盤)
- CD収録内容

1. GREAT NUMBER
2. 労働CALLING
3. マン・イズ・ヘヴィ
4. 全人類肯定曲～混声合唱隊参戦編～
5. よりみち
6. うたのうた
7. セバ・ナ・セバーナ

- DVD収録内容

1. 好キ嫌イズム
2. N・C・T
3. 雑草挽歌
4. 全人類肯定曲
5. ドンマイ・ビート
6. NO MUSIC, NO LIFE.
7. 酒燃料爆進曲
8. 美学

### 青盤(CDのみ)
1. GREAT NUMBER
2. 労働CALLING
3. マン・イズ・ヘヴィ
4. 全人類肯定曲～豪華管楽器隊参戦編～
5. よりみち
6. うたのうた
7. セバ・ナ・セバーナ